# Бланк, Стив
Стив Бланк (англ. Steve Blank родился в 1953 году) — известный американский предприниматель, создатель восьми успешных стартапов, «Крестный отец Кремниевой долины», автор методики развития клиентов (англ. Customer Development methodology), которая легла в основу концепции бережливого стартапа, автор популярных книг, посвященных стартапам, преподаватель ведущих американских университетов.

## Ранние годы
Стив Бланк родился в семье еврейских иммигрантов, которые держали небольшой продуктовый магазин в районе Челси, Нью-Йорк.
Мать была родом из-под Вильнюса и прибыла в США девятилетним ребёнком в 1919 году; отец эмигрировал из Польши в середине 1930-х годов. Детей — Стивена и его старшую сестру — растила мать. Отец оставил семью, когда Стивену было шесть лет.
Родители Бланка, не получившие высшего образования, хотели, чтобы их сын окончил колледж.
Стив Бланк поступил в Мичиганский университет, но бросил учёбу после первого семестра и автостопом добрался до Майами, где устроился на работу в Международном аэропорту Майами — грузил на борт скаковых лошадей.
Работая в аэропорту, Бланк проявил интерес к авиационной радиоэлектронике, который позже реализовал, вступив в начале 1970-х в ВВС.
Военная карьера привела его в Таиланд во время Вьетнамской войны, где полтора года он в возрасте 20 лет руководил командой из 15 радиотехников.
Демобилизовавшись, Бланк переехал в Пало-Альто, город, получивший впоследствии известность как центр Кремниевой долины.

## Карьера
Бланк переехал в Кремниевую долину в 1978 году, в самом начале делового бума.. Его первым местом работы стал стартап ESL. Компания помогала правительству разбираться в советских технологиях и военных разработках во время Холодной войны.
За свою 34-летнюю карьеру Бланк основал или работал на самые разные хай-тек компании. Четыре из них стали публичными. В том числе Zilog, MIPS Computers, Convergent Technologies, Ardent Computer, UMAX Technologies и Rocket Science Games.
Сегодня Бланк состоит в совете директоров как общественных организаций Macrovision/Rovi и Immersion Corporation, так и частных компаний. Он продолжает инвестировать и консультировать стартапы Кремниевой долины, например Udacity и Votizen.

### E.Piphany
В 1996 году Бланк основал свой восьмой и последний стартап — E.piphany, предоставлявший услуги по CRM (управление взаимоотношениями с клиентами), и ушел в отставку в сентябре 1999 года, как раз перед выходом компании на IPO. В 2005 году E.piphany была приобретена SSA Global Technologies за $329 млн.
Разработанные компанией программные продукты позволяли извлекать информацию о клиентах из баз данных и хранить данные на веб-браузере.

## Методика развития клиентов
В 1990-х Бланк разработал методику развития клиентов (англ. Customer Development methodology). Методика основана на необходимости поиска равновесия между развитием продукта и установлением максимального полного взаимопонимания с клиентами.

### Бережливый стартап
Методика развития клиентов стала краеугольным камнем движения «Бережливый стартап», популяризованного Эриком Рисом, которого Стив Бланк назвал «лучшим студентом, который у меня когда-то был».

Рис интегрировал методику развития клиентов в систему бережливого стартапа в качестве одного из базовых элементов.

## Блог
Бланк ведет блог, в котором пишет о разных аспектах предпринимательства.
В 2012 году его блог попал в десятку блогов обязательных для прочтения любому бережливому стартаперу, составленную сайтом Welovelean.com.
Бланк также раз в неделю пишет в блог «Акселераторы», Wall Street Journal и время от времени публикует материалы в Forbes, the Huffington Post и для японской NikkeiBP.

## Преподавание
Стив Бланк учит предпринимательству студентов и младших, и старших курсов. Он преподает в таких вузах, как Стэнфорд, Школе бизнеса Хааса (англ. Haas School of Business), Калифорнийском университете в Беркли, Калифорнийском технологическом институте и в Колумбийском университете.
Его курсы обычно посвящены методике развития клиентов.

## Общественная деятельность
Бланк является комиссаром прибрежной комиссии Калифорнии, государственного органа, который регулирует использование земли и общественный доступ на калифорнийском побережье. Он также является членом консультативной группы экспертов Калифорнийского совета по защите океана. Является членом совета директоров экологической организации California League of Conservation Voters.

## Отличия и награды
В 2009 году Стив Бланк получил награду Стэнфордского университета за обучение студентов бакалавриата в области менеджмента и техники. В этом же году Silicon Valley Mercury News включили его в десятку самых влиятельных людей Силиконовой долины. В 2010 году Бланк получил награду Эрла Ф. Чейта (англ. Earl F. Cheit) за выдающееся преподавание в бизнес-школе Хаас, университет Беркли.
В 2012 году журнал The Harvard Business Review назвал Стива Бланка одним из 12 Мастеров инноваций, а CNBC отметила его как одного из «11 выдающихся предпринимателей, обучающих следующее поколение».

## Личная жизнь
Женат на Элисон Эллиотт, две дочери Кэти и Сара, живёт в Силиконовой долине.